# Municipio de Gaskill
El municipio de Gaskill (en inglés: Gaskill Township) es un municipio ubicado en el condado de Jefferson en el estado estadounidense de Pensilvania. En el año 2000 tenía una población de 671 habitantes y una densidad poblacional de 12 personas por km².

## Geografía
El municipio de Gaskill se encuentra ubicado en las coordenadas 40°57′00″N 78°52′59″O / 40.95000, -78.88306.

## Demografía
Según la Oficina del Censo en 2000 los ingresos medios por hogar en la localidad eran de $30,536 y los ingresos medios por familia eran de $36,563. Los hombres tenían unos ingresos medios de $29,444 frente a los $16,719 para las mujeres. La renta per cápita de la localidad era de $14,649. Alrededor del 10,9% de la población estaba por debajo del umbral de pobreza.